# رونالد أجينور
رونالد أجينور مواليد 13 نوفمبر 1964 في الرباط، هو لاعب كرة مضرب هايتي سابق بدأ مسيرته كمحترف سنة 1983 وكان يلعب باليد اليمنى، اعتزل اللعب في 2002. أعلى تصنيف له في الفردي كان المركز الـ 22 في سنة 1989. سبق أن شارك في دورة الألعاب الأولمبية الصيفية.

## وصلات خارجية
- رونالد أجينور على موقع رابطة محترفي التنس (الإنجليزية)
- رونالد أجينور على موقع الاتحاد الدولي لكرة المضرب (الإنجليزية)
- رونالد أجينور على موقع كأس ديفيز (الإنجليزية)
- رونالد أجينور على موقع خلاصة التنس.كوم (الإنجليزية)
- رونالد أجينور على موقع اللجنة الأولمبية الدولية (الإنجليزية)
- رونالد أجينور على موقع أوليمبيديا (الإنجليزية)
- الموقع الرسمي